# Giacomo da San Secondo

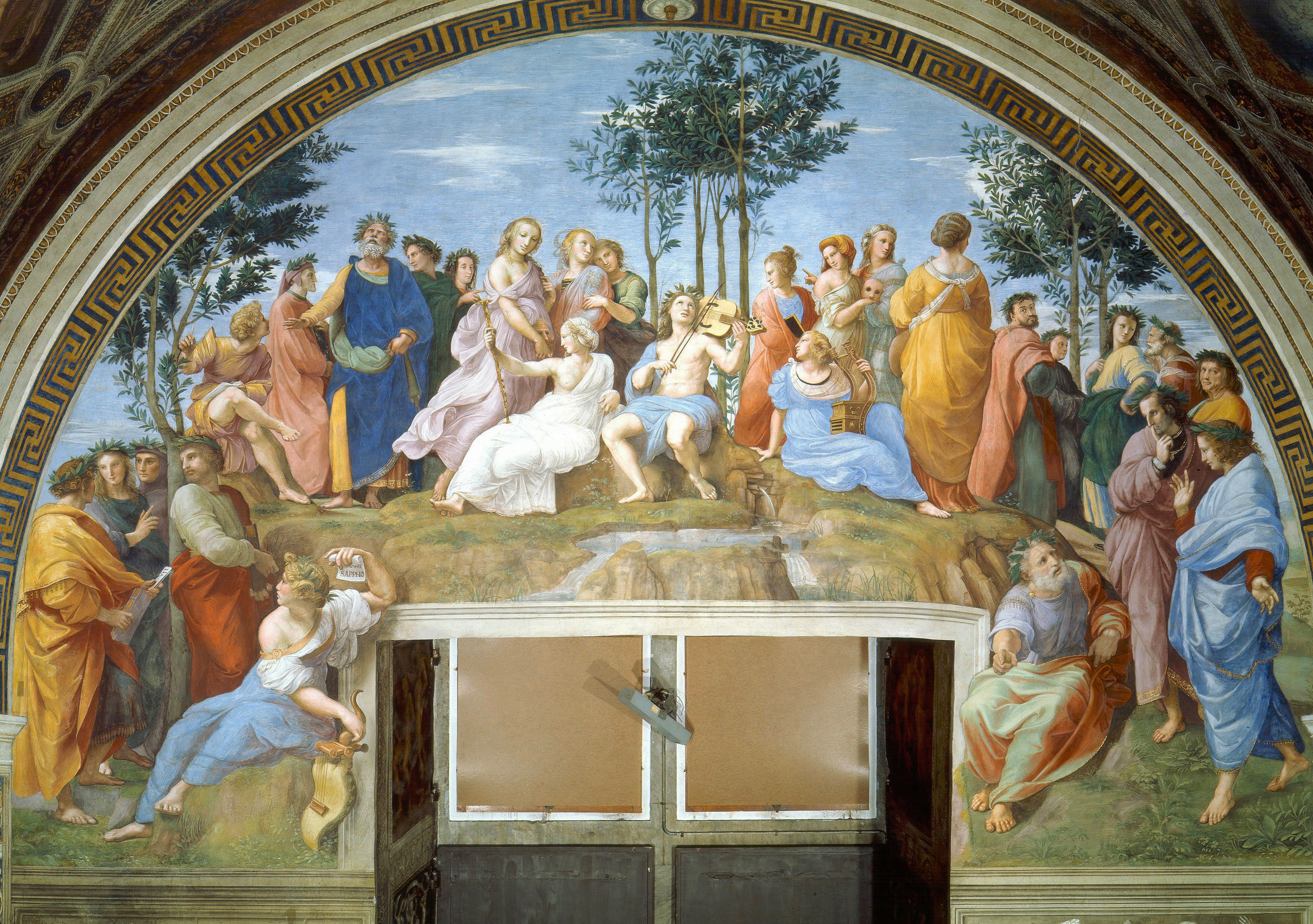
Apollo del Parnaso, secondo molte fonti Giacomo da San Secondo fu il modello per l'Apollo.

Giacomo da San Secondo (San Secondo Parmense, 1468 circa – post 1524) è stato un musicista e cantante italiano di epoca rinascimentale.

## Biografia
Giacomo o Jacopo nacque a San Secondo Parmense verso il 1468, probabilmente da una famiglia di origine ebraica.. Non sappiamo se la sua famiglia fosse convertita o meno al cattolicesimo, senz'altro lo fu Giacomo.
Fu egli un musicista fra i più famosi nelle corti della prima metà del cinquecento. Nel 1501 fu al servizio dei Gonzaga di Mantova, frequentò la corte ducale con tale assiduità che Federico II Gonzaga  gli assegnò un vitalizio nel 1523. In seguito fu chiamato da Alfonso d'Este e Lucrezia Borgia a rendere i suoi servigi alla corte estense, lo si ricorda esibirsi durante la visita di Isabella d'Este(1503). Successivamente lavorò presso la corte dei della Rovere a Urbino, dove era certamente presente per le celebrazioni del carnevale del 1511, servì infine presso la corte di Roma nel periodo del pontificato di papa Leone X dove acquisì fama e celebrità al punto che lo si crede raffigurato nell'Apollo del Parnaso di Raffaello.
Giacomo lavorò anche presso la corte Pallavicina di Cortemaggiore, è ricordato da Matteo Bandello che in una lettera al marchese Gianludovico Pallavicino, parlando di una sua visita a corte dice "Era quivi Messer Giacomo da San Secondo, il quale con il sonare e il cantare, essendo musico eccellentissimo, ci tenne spesso allegri".
Dagli scritti di Baldassarre Castiglione, amico personale di Giacomo, sappiamo che il musico ebbe una vita personale piuttosto tribolata e costellata di sventure.  Nel 1522, scrivendo egli alla madre da Roma, ove era in veste di ambasciatore, e preannunciando che Giacomo sarebbe tornato di lì a poco presso la corte di Mantova, le disse che il musico sarebbe stato ospite presso casa loro e di trattarlo bene perché "egli è homo da bene e molto mio amico et è disgratiato"   e pochi giorni dopo aggiunse ".. hai lui mala fortuna come molti altri". Dopo il 1524 non si hanno più notizie di Giacomo.

## Arte
Oltre che cantore, fu fine suonatore di viola, è sempre l'amico Castiglione a confermarlo nel "Cortigiano" dove Messer Dovizi afferma "Soglio meravigliarmi dell'audacia di color che osano cantar alla viola in presenza del nostro Iacomo San Secondo", ciò trova conferma anche nel romanzo storico di Maria Bellonci su Lucrezia Borgia, in tale romanzo, basato su di uno studio assiduo di documenti storici d'epoca, si legge che  "Lucrezia ha chiamato presso di sé Jacopo di San Secondo, il celebre suonatore di viola"
L'unica testimonianza del carattere e della natura di Giacomo è una battuta indiretta di Pietro l'Aretino contenuta nel Pronostico (1527) "La quarta de la primavera... sarà ventosa come el sexo di Jacomo da San Secondo" da questo paragone scherzoso si evince un aspetto frivolo e licenzioso del carattere del musico. Sempre l'Aretino ne parlò nel 1543 in termini entusiastici quando dissertando su di un artista dell'epoca affermava che "stupiva talmente l'arte che gli correvano drieto a orecchie ispalancate, come a Jacopo Sansecondo"